# Jeff Ament
Jeff Ament (Havre, 10 marzo 1963) è un bassista statunitense.
È stato il bassista dei gruppi rock Deranged Diction, Green River, Mother Love Bone e Temple of the Dog. Nel 1990 è stato tra i fondatori dei Pearl Jam di cui è, da allora, il bassista. Negli anni novanta ha avuto un progetto parallelo chiamato Three Fish. È inoltre membro dei Tres Mts. e della band RNDM.

## Biografia

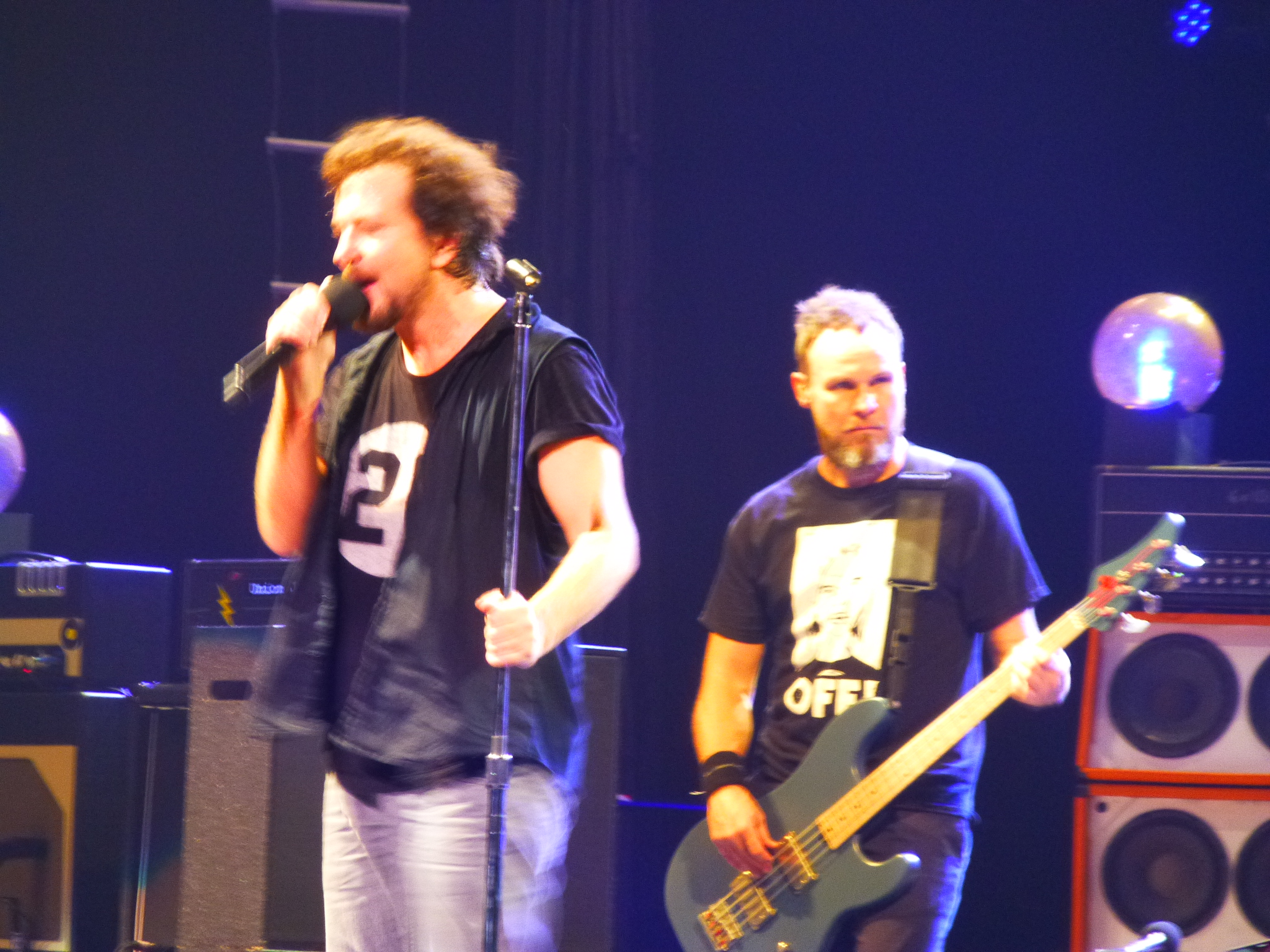
Eddie Veder e Jeff Ament nel 2014

Appassionato e dotato nello sport, in particolare nel basket, inizia a suonare il basso esercitandosi sui brani di Clash, Police, Rush e Aerosmith. Dopo essersi trasferito a Seattle nel 1983 per intraprendere una carriera musicale, inizia a suonare con i Green River. Dopo lo scioglimento del gruppo nel 1988, con Stone Gossard, anch'egli ex membro dei Green River, fonda i Mother Love Bone, capitanati dal carismatico cantante Andrew Wood, che però muore di overdose nel 1990.
I due decidono comunque di proseguire la carriera e fondano un nuovo gruppo insieme al cantante Eddie Vedder, il chitarrista Mike McCready e il batterista Dave Krusen. Il primo nome del gruppo, Mookie Blaylock, è un omaggio al giocatore di basket dei New Jersey Nets di cui è tuttora sostenitore. In seguito però dovranno cambiare il nome in Pearl Jam.
Nel corso della sua carriera, ha fatto parte dei Temple of the Dog, gruppo tributo all'ex cantante dei Mother Love Bone Andy Wood, insieme al cantante e al batterista dei Soundgarden Chris Cornell e Matt Cameron, a Stone Gossard, membro dei Mother Love Bone, a Mike McCready e Eddie Vedder. Il gruppo pubblica un unico album omonimo nel 1991.
Parallelamente alla militanza nei Pearl Jam, nel 1994 Ament intraprende insieme a Robbi Robb dei Tribe After Tribe e a Richard Stuverud il progetto Three Fish, dove suona strumenti particolari e inconsueti, cimentandosi in sperimentazioni che non trovano spazio nel suo gruppo principale.
È da sempre impegnato politicamente e socialmente. Da ricordare la sua battaglia contro il colosso della vendita di biglietti Ticketmaster. È inoltre coinvolto, sempre insieme ai Pearl Jam, in numerose iniziative di carattere benefico. Nel tempo libero è impegnato a finanziare la costruzione di piste da skateboard, principalmente nel nativo Montana, tramite la sua organizzazione no profit Montana Pool Service.
Con il fratello Barry fonda la Ames Bros, società di design e produzioni grafiche che si occupa, tra le altre cose, di creare poster e merchandise per i Pearl Jam.
Nel settembre del 2008 pubblica il suo primo album solista, Tone, in cui Ament canta e suona tutti gli strumenti ad eccezione della batteria, suonata da Richard Stuverud.
Nel 2012 pubblica l'album While My Heart Beats in cui si avvale della collaborazione di Mike McCready e di Matt Cameron.

## Discografia

### Con i Green River
- 1986 - Come on Down (EP)
- 1987 - Dry As a Bone
- 1987 - Rehab Doll
- 1988 - Rehab Doll/Dry As a Bone

### Con i Mother Love Bone
- 1989 - Shine
- 1990 - Apple
- 1992 - Mother Love Bone
- 2016 - On Earth as It Is - The Complete Works

### Con i Temple of the Dog
- 1991 - Temple of the Dog

### Con i Pearl Jam
- 1991 - Ten
- 1993 - Vs.
- 1994 - Vitalogy
- 1996 - No Code
- 1998 - Yield
- 1998 - Live on Two Legs (live)
- 2000 - Binaural
- 2002 - Riot Act
- 2003 - Lost Dogs
- 2004 - Live at Benaroya Hall (live)
- 2006 - Pearl Jam
- 2007 - Live at the Gorge 05/06 (live)
- 2009 - Backspacer
- 2011 - Live on Ten Legs (live)
- 2013 - Lightning Bolt
- 2017 - Let's Play Two (live)

### Con gli RNDM
- 2012 - Acts
- 2016 - Ghost Riding

### Da solista
- 2008 - Tone
- 2012 - While My Heart Beats
- 2018 - Heaven/Hell